# Cephalurus cephalus
Genre
Espèce
Répartition géographique
Statut de conservation UICN

 DD  : Données insuffisantes
Cephalurus cephalus est une espèce de requins de la famille des Scyliorhinidae et du genre monotypique Cephalurus.

### GenreCephalurus
- (en) FishBase : liste des espèces du genre Cephalurus (site miroir)
- (fr + en) ITIS : Cephalurus Bigelow and Schroeder, 1941
- (en) Animal Diversity Web : Cephalurus
- (en) NCBI : Cephalurus (taxons inclus)
- (en) WoRMS : Cephalurus Bigelow & Schroeder, 1941 (+ liste espèces)

### EspèceCephalurus cephalus
- (en) Catalogue of Life : Cephalurus cephalus (Gilbert, 1892) (consulté le 16 décembre 2020)
- (en + fr) FishBase : espèce Cephalurus cephalus (Gilbert, 1892) (+ traduction) (+ noms vernaculaires 1 & 2)
- (fr + en) ITIS : Cephalurus cephalus (Gilbert, 1892)
- (en) Animal Diversity Web : Cephalurus cephalus
- (en) UICN : espèce Cephalurus cephalus (consulté le 14 décembre 2019)